# Robert Milner Coerver

Bischofswappen von Robert Milner Coerver

Robert Milner Coerver (* 6. Juni 1954 in Dallas) ist ein US-amerikanischer Geistlicher und römisch-katholischer Bischof von Lubbock.

## Leben
Robert Milner Coerver empfing am 27. Juni 1980 das Sakrament der Priesterweihe für das Bistum Dallas.
Papst Franziskus ernannte ihn am 27. September 2016 zum Bischof von Lubbock. Die Bischofsweihe spendete ihm der Erzbischof von San Antonio, Gustavo García-Siller MSpS, am 21. November desselben Jahres. Mitkonsekratoren waren sein Amtsvorgänger Plácido Rodríguez CMF und Weihbischof Gregory Kelly aus Dallas.